# Bianca (Sängerin)
Bianca (bürgerlich: Herlinde Grobe, * 5. Oktober 1948 in Hausen bei Offenbach) ist eine deutsche Sängerin und Komponistin volkstümlicher Schlager. Sie ist besonders durch ihre Lieder mit religiösen Inhalten bekannt.
Als Sängerin tritt sie unter dem Namen „Bianca“, als Komponistin unter ihrem bürgerlichen Namen „Herlinde Grobe“ auf. Die Texte der Lieder schreibt sie unter dem Pseudonym „Sandra Mareike“.

## Leben
Bianca spielte bereits als Kind Akkordeon und sang in einem Kinderchor. Sie erfuhr eine klassische Tanzausbildung und wurde schließlich Feintäschnerin. Mit fünfzehn Jahren versuchte sie sich als Schlagersängerin. Zwischen 1964 und 1968 veröffentlichte sie 7 Singles unter dem Künstlernamen Berti Glockner. Thomas Fritsch und Bianca veröffentlichten 1966 als Berti und Thommy den Titel Ihr wart doch auch nicht anders. In den 1970er Jahren sang sie u. a. bei christlichen Musicals (u. a. 1973 die Rolle der Lydia im Paulus-Oratorium von Siegfried Fietz) mit. Ebenfalls im Jahre 1973 nahm sie für den Fröhlichen Wecker von Radio Luxemburg die Erkennungsmelodie Radio Luxemburg wünscht „Guten Morgen“ auf. Ferner sang sie zusammen mit Frank Farian in dessen Hit Rocky den Refrain (ebenso in Spring über deinen Schatten, Tommy und An mir soll es nicht liegen). 1977 produzierte Farian für Herlinde die Single Der Junge, den ich nie vergessen kann.
1986 begann sie ihre Karriere als Sängerin und Komponistin. Sie komponierte zwei Titel (Lieder der Berge und Zaubersee) für den Grand Prix der Volksmusik, die sie zunächst auch selbst sang. Im Wettbewerb wurden die Titel dann von Heino und Uschi Bauer gesungen. Heinos Titel erreichte Platz 12, Uschi Bauer schied vorzeitig aus. Beim Grand Prix der Volksmusik 1989 war sie erneut mit zwei von ihr komponierten Titeln vertreten. Hörst du die Glocken von Stella Maria, gesungen von Edith Prock, erreichte Platz 4, und Die Rosen der Madonna, den sie selbst sang, erreichte Platz 5. Beim Grand Prix der Volksmusik 1990 versuchte sie es mit dem Lied Lieber Gott, lass uns erhalten und kam über die Vorentscheidung nicht hinaus. Im selben Jahr erreichte sie mit Ich träume in der Heide beim Wettbewerb Lieder so schön wie der Norden 1990 den 3. Platz. 1992 war sie mit Schäfers Traum beim Grand Prix der Volksmusik 1992 und erreichte Platz 10, und beim Grand Prix der Volksmusik 1995 kam sie über die Vorentscheidung nicht hinaus. Beim Grand Prix der Volksmusik 1996 belegte sie mit Und in Val Campano ist Frühling den 4. Platz. Bei volkstümlichen Fernseh- und Rundfunkveranstaltungen ist sie häufiger zu Gast.
Sie ist geschieden und hat zwei Töchter.

## Diskografie
Studioalben
| Jahr | Titel Musiklabel                                                                      | Anmerkungen                              |
| ---- | ------------------------------------------------------------------------------------- | ---------------------------------------- |
| 1986 | Zaubersee Polydor (KMV)                                                               | Erstveröffentlichung: 1986               |
| 1989 | Von Herz zu Herz auch bekannt als: Die Rosen der Madonna Montana Records (BMG Ariola) | Erstveröffentlichung: 3. Juli 1989       |
| 1991 | Meine Lieder – Meine Welt Montana Records (BMG Ariola)                                | Erstveröffentlichung: 2. April 1991      |
| 1992 | Gefühle bleiben Montana Records (BMG Ariola)                                          | Erstveröffentlichung: 3. August 1992     |
| 1993 | Aus meinem Herzen Montana Records (BMG Ariola)                                        | Erstveröffentlichung: 27. September 1993 |
| 1995 | Aus Träumen erwacht Montana Records (BMG Ariola)                                      | Erstveröffentlichung: 3. April 1995      |
| 1996 | Meine Seele verkauf ich Montana Records (BMG Ariola)                                  | Erstveröffentlichung: 9. September 1996  |
| 1998 | Zwischen Gestern und Morgen Montana Records (WMG)                                     | Erstveröffentlichung: 26. Oktober 1998   |
| 2001 | Ich glaube an die Zukunft der Liebe Montana Records (UMG)                             | Erstveröffentlichung: 3. September 2001  |
| 2004 | Im Namen des Vaters Montana Records (UMG)                                             | Erstveröffentlichung: 18. Oktober 2004   |

## Auszeichnungen
- 1992: Edelweiß